# Umberto Benigni

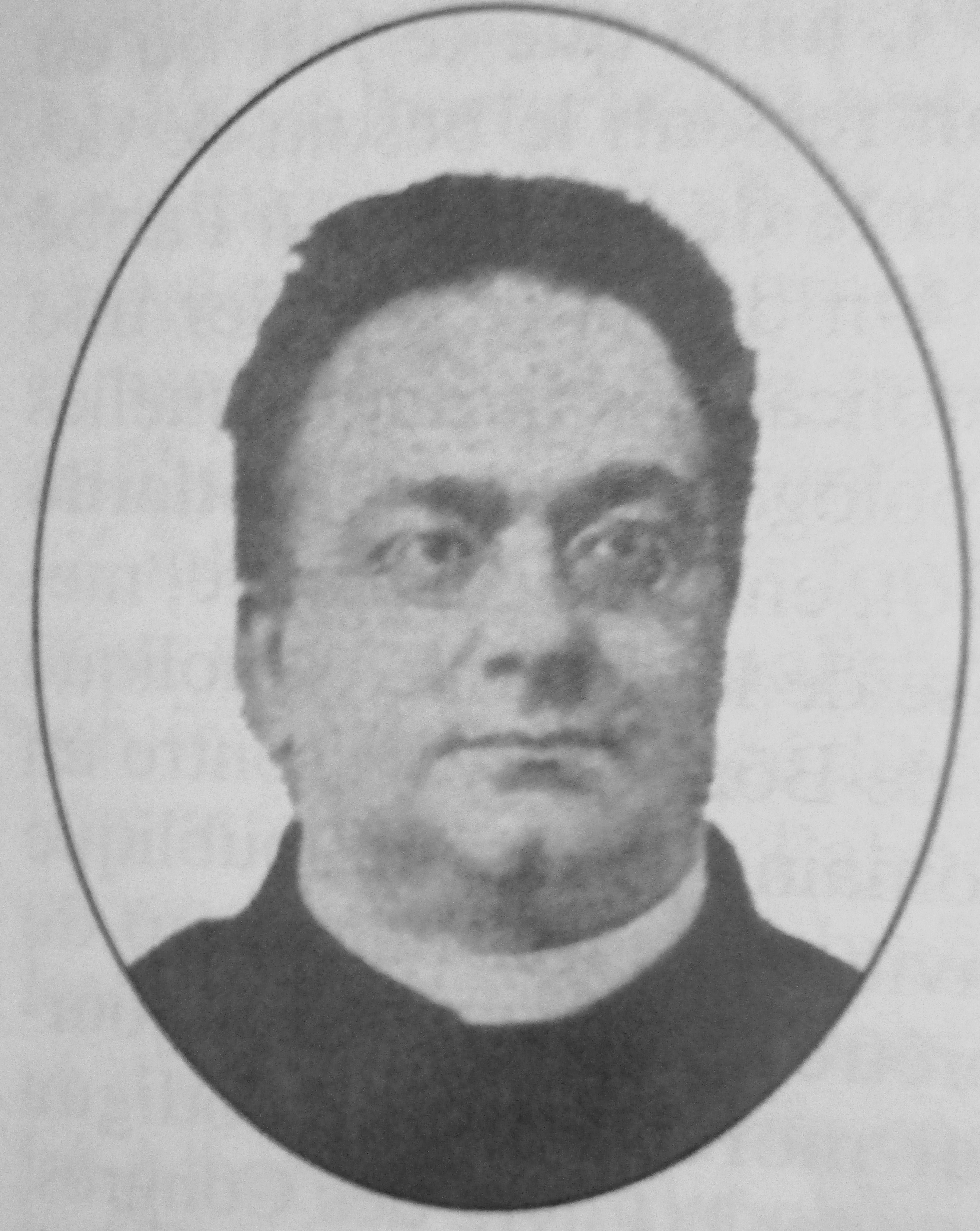
Umberto Benigni

Umberto Benigni (* 30. März 1862 in Perugia; † 27. Februar 1934 in Rom) war ein Priester und Kirchenhistoriker, der im bzw. für den Vatikan arbeitete.

## Biographie
Umberto Benigni war der Sohn eines städtischen Beamten und besuchte schon als Kind das Priesterseminar in Perugia, wo er 1884 zum Priester geweiht wurde und ab 1885 Dozent für Kirchengeschichte war. Daneben wurde Benigni früh im kirchlichen Journalismus aktiv: zunächst in seiner Heimatregion, ab 1893 als Chefredakteur der katholischen Tageszeitung L’Eco d’Italia auch landesweit. Seine Beiträge orientierten sich an der Soziallehre von Leo XIII. Als es zu Spannungen mit Tommaso Reggio, dem Erzbischof von Genua, kam, siedelte er 1895 nach Rom über, wo er zunächst als Assistent der Vatikanischen Bibliothek historische Forschungen betrieb. 1900 wurde er Mitarbeiter des vatikannahen Blattes La Voce della Verità; 1901 übernahm er dessen Leitung. 1901 wurde Benigni auch Professor für Kirchengeschichte am „Seminarium Romanum“. Einer seiner Studenten war zeitweise Angelo Giuseppe Roncalli. Lehraufträge an anderen römischen Ausbildungsstätten kamen hinzu, ebenso 1902 die Gründung der Zeitschrift Miscellanea di storia ecclesiastica e studi ausiliari (etwa: Vermischtes aus der Kirchengeschichte und Hilfsstudien).
Während Benignis Unterrichtstätigkeit entstanden viele Lehrbücher und Spezialstudien, die Fleiß, Gelehrsamkeit, ein besonderes Interesse am christlichen Orient sowie vor allem an kirchlicher Sozialgeschichte erkennen lassen (Hauptwerk: Storia sociale della chiesa, 7 Bände ab 1907). Ab 1902 übernahm Benigni auch Ämter an der römischen Kurie: 1906 berief man ihn zum Untersekretär der „Kongregation für die außerordentlichen Angelegenheiten der Kirche“, die dem Staatssekretariat unter Kardinalstaatssekretär Rafael Merry del Val (1865–1930) zugeordnet war. Hier war Benigni rege tätig während der Regentschaft Pius’ X. Diese war geprägt vom Vorgehen gegen den Modernismus (1907 Enzyklika „Pascendi Dominici gregis“, 1910 „Antimodernisteneid“). Benigni richtete für die Presse einen vatikanischen Lesesaal ein; dort wurden Journalisten mit ausgewählten Materialien versorgt (ab 1907 das Tagesbulletin La Correspondenza di Roma, ab 1909 bis 1912 La Correspondance de Rome [ND in 3 Bänden mit Geleitwort von E. Poulat, Mailand 1971]; 1913–14 Cahiers romains [Römische Hefte]). So gelang es Benigni, vielfältigen direkten und indirekten Einfluss zu gewinnen. Die Correspondance de Rome sei das Presseerzeugnis, klagte die Kölnische Volkszeitung 1914, „welches in der Verdächtigung und Verleumdung der großen Mehrheit der deutschen Katholiken am weitesten gegangen ist.“
Neben seiner publizistischen Tätigkeit knüpfte Benigni in ganz Westeuropa ein konspiratives Netzwerk aus Priestern und Laien, die ihn über modernismusverdächtige Theologen, katholische Literaten und Kulturschaffende „informierten“, das heißt diese denunzierten. Das Netzwerk hatte verschiedene Unterverbände. Dieser Geheimbund und Nachrichtendienst hieß „Sodalitium Pianum“ (in Frankreich bekannt als „La Sapinière“) und hatte eine formelle Satzung. Kardinalstaatssekretär del Val verhinderte eine kanonische Errichtung des Bundes und zeigte eine gewisse Distanz zu Benignis Aktivitäten. Nicht zuletzt in Deutschland erhob sich Protest gegen eine so operierende „integralistische Verschwörung“. 1911 schied Benigni mit seiner Organisation aus eigenem Wunsch aus dem Gefüge des Staatssekretariates aus. Mit dem Tod Pius’ X., dem Amtsantritt von Benedikt XV. im Herbst 1914 und dem Beginn des Ersten Weltkriegs nahm Benignis Einfluss ab. 1921 löste die zuständige Kongregation das Sodalitium auf; als Grund nannte sie „geänderte Umstände“.
Benigni war innerkirchlich zunehmend isoliert und näherte sich in seinen letzten Lebensjahren der faschistischen Bewegung an (1923 Gründung der „Entente romaine de défence sociale“). In ihr erblickte er einen Verbündeten für seine antimodernistischen und antiliberalen Ziele.
1926–1929 gab er das Werk Meurtre rituel chez les Juifs (Ritualmorde bei den Juden) heraus (laut Hagemeister, 2017, ist der Autor Erwin Brandt, hier also falsch zugeordnet).
1934 starb Benigni in Rom.
Die meisten heutigen Kirchenhistoriker beurteilen sein Wirken und seine Persönlichkeit sehr negativ. Gewürdigt werden seine Intelligenz, sein Fleiß und seine organisatorische Begabung, kritisiert werden sein Antisemitismus, die berechnende Kühle seines Charakters und das konspirative Vorgehen gegen innerkirchliche Gegner. Umstritten bleibt in der Forschung, wieweit Pius X. Benignis Wirken im Einzelnen gekannt und gebilligt hat. Benignis Nachlass im Archiv des Vatikans ist für die Forschung gesperrt.

## Sonstiges
Eugenio Pacelli, später (März 1939 bis Oktober 1958) Papst Pius XII., wurde im März 1911 Untersekretär von Pietro Gasparri, am 1. Februar 1914 dessen Sekretär als Nachfolger von Umberto Benigni. Ob Pacelli auch am Sodalitium Pianum beteiligt war, ist umstritten.

## Schriften
- Meurtre rituel chez les Juifs, Belgrad, 1926–1929
- Miscellanea di Storia e Cultura Ecclesiastica, 1906
- Storia Sociale della Chiesa

## Bibliographie
- Gérard Bavoux: Le porteur de lumière. Les arcanes noirs du Vatican. Pygmalion, Paris 1996, ISBN 2-85704-488-7.
- Fergus Corry: In the Vanguard of Catholic Anti-Modernism, 1907–21. Sodalitium Pianum, La Correspondance de Rome and Mgr. Umberto Benigni. Toronto 1995 (unveröffentlichte Magisterarbeit, Regis College and University of Toronto 1995).
- Roland Götz: „Charlotte im Tannenwald“. Monsignore Umberto Benigni (1862–1934) und das antimodernistische „Sodalitium Pianum“. In: Manfred Weitlauff, Peter Neuner (Hrsg.): Für euch Bischof – mit euch Christ. Festschrift für Friedrich Kardinal Wetter zum siebzigsten Geburtstag. EOS-Verlag, St. Ottilien 1998, ISBN 3-88096-292-8, S. 389–438.
- Maria Teresa Pichetto: L’antisemitismo di mons. Umberto Benigni e l’accusa di omicidio rituale. In: Italia Judaica. Gli Ebrei nell’Italia unita 1870–1945 (= Pubblicazioni degli Archivi di Stato. Saggi 26). Atti del IV Convegno Internazionale Siena, 12–16 giugno 1989. Ministero per i Beni Culturali e Ambientali, Ufficio Centrale per i Beni Archivistici, Rom 1993, ISBN 88-7125-059-1, S. 431–444.
- Émile Poulat: Catholicisme, démocratie et socialisme. Le mouvement catholique et Mgr Benigni de la naissance du socialisme à la victoire du fascisme. Casterman, Tournai 1977, ISBN 2-203-29054-4.
- Nina Valbousquet: Catholique et antisémite. Le réseau de Mgr Begnini – Rome, Europe, Etats-Unis, 1918–1934. Centre national de la recherche scientifique (CNRS), Paris 2020.